# Estação Santíssimo
Santíssimo é uma estação ferroviária, localizada no bairro de Santíssimo, Zona Oeste do Rio de Janeiro. A estação, que é operada pela Supervia, faz parte do Ramal de Santa Cruz e está localizada entre as estações de Senador Camará e Augusto Vasconcelos.

## História

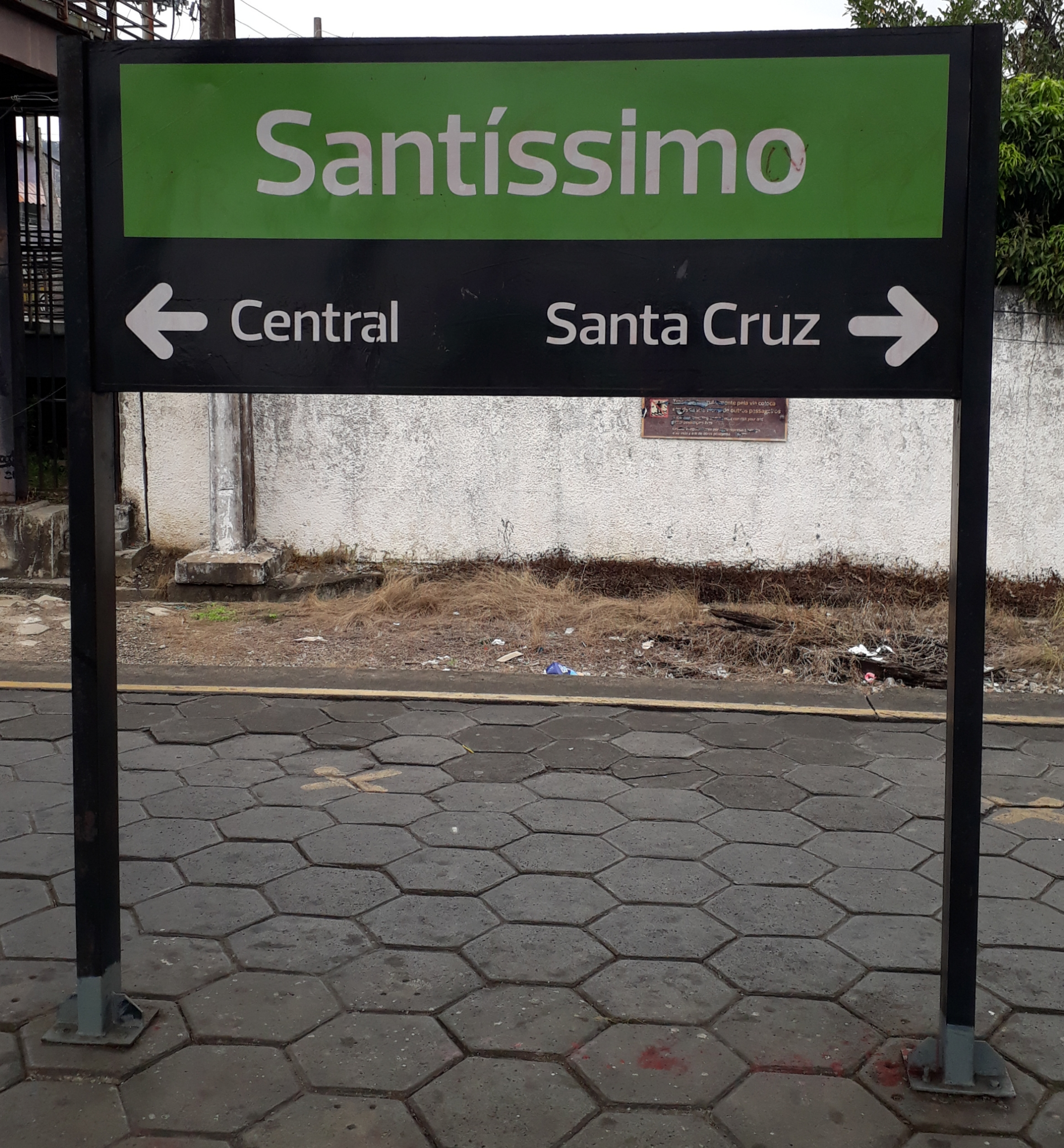
Placa Santíssimo

Foi inaugurada em 1890, como "Estação Coqueiro", nome de uma fazenda local, e mais tarde rebatizada Estação Santíssimo.
O prédio atual é de cerca de 1967.Notícias de 2009 dão conta que, em 6 de março, a estação foi parcialmente depredada por passageiros revoltados com a paralisação dos trens, causada por troca de tiros na estação seguinte, de Senador Camará, que atingiram os cabos de energia.

## Plataforma
Plataforma 1A: Sentidos Santa Cruz 

Plataforma 1B: Sentido Central do Brasil